# إنما كويستا
إنما كويستا (بالإسبانية: Inmaculada Cuesta Martínez)‏ هي ممثلة إسبانية، ولدت في 25 يونيو 1980 في إسبانيا. بدأت مشوارها المهني سنة 2006.

## أعمال

### أفلام
- (2018) الجميع يعرف

## وصلات خارجية
- إنما كويستا على موقع IMDb (الإنجليزية)
- إنما كويستا على موقع روتن توميتوز (الإنجليزية)
- إنما كويستا على موقع قاعدة بيانات الأفلام العربية
- إنما كويستا على موقع ألو سيني (الفرنسية)
- إنما كويستا على موقع تيرنر كلاسيك موفيز (الإنجليزية)
- إنما كويستا على موقع أول موفي (الإنجليزية)
- إنما كويستا على موقع قاعدة بيانات الفيلم (الإنجليزية)
- إنما كويستا على موقع كينوبويسك (الروسية)